# Ginástica nos Jogos Pan-Americanos de 1959
A ginástica nos Jogos Pan-americanos de 1959 foi realizada em Chicago, Estados Unidos. Essa foi a primeira edição que contou com a participação feminina na ginástica artística.

## Eventos
- Individual geral masculino
- Equipes masculino
- Solo masculino
- Barra fixa
- Barras paralelas
- Cavalo com alças
- Argolas
- Salto sobre a mesa masculino
- Individual geral feminino
- Salto sobre a mesa feminino
- Barras assimétricas
- Trave
- Solo feminino
- Escalada
- Dança com maças
- Saltos Acrobáticos
- Trampolim

## Medalhistas
Masculino
| Evento             | Ouro                       | Prata                        | Bronze            |
| Equipe             | Estados Unidos             | Canadá                       | Argentina         |
| Individual geral   | John Beckner               | Abie Grossfeld               | Don Tonry         |
| Argolas            | Jay Ashmore Abie Grossfeld | nenhum                       | Nino Marion       |
| Barra fixa         | Abie Grossfeld             | John Beckner                 | Don Tonry         |
| Barras paralelas   | John Beckner               | Greg Weiss                   | Don Tonry         |
| Salto sobre cavalo | John Beckner               | Richard Montpetit Greg Weiss | nenhum            |
| Solo               | Abie Grossfeld             | Jay Ashmore                  | Don Tonry         |
| Escalada           | Garvin Smith               | Nino Marion                  | Richard Montpetit |
| Dança com maças    | Francisco José Alvarez     | Porfirio Rivera              | Ronald Munn       |
| Saltos arobáticos  | Harold Holmes              | Jay Ashmore                  | Abie Grossfeld    |
| Trampolim          | Ronald Munn                | Harold Holmes                | Abie Grossfeld    |

Feminino
| Evento              | Ouro               | Prata              | Bronze              |
| Equipe              | Estados Unidos     | Canadá             | não houve           |
| Individual geral    | Ernestine Russell  | Betty Maycock      | Marie-Claire Larsen |
| Salto               | Ernestine Russell  | Betty Maycock      | Louise Parker       |
| Barras assimétricas | Ernestine Russell  | Betty Maycock      | Cassie Collawn      |
| Trave               | Theresa Montefusco | Ernestine Russell  | Sharon Phelps       |
| Solo                | Ernestine Russell  | Theresa Montefusco | Marie-Claire Larsen |

## Quadro de medalhas
| Ordem | País           | Medalha de ouro | Medalha de prata | Medalha de bronze |    |
| ----- | -------------- | --------------- | ---------------- | ----------------- | -- |
| 1     | Estados Unidos | 13              | 11               | 9                 | 33 |
| 2     | Canadá         | 4               | 5                | 5                 | 14 |
| 3     | México         | 1               | 1                | 0                 | 2  |
| 4     | Argentina      | 0               | 0                | 1                 | 1  |
| TOTAL | TOTAL          | 18              | 17               | 14                | 49 |